# Сражение при Василике
Сражение при Василике (греч. Μάχη των Βασιλικών) — сражение, произошедшее 25 августа 1821 года между греческими повстанцами и османскими войсками в ходе Освободительной войны Греции 1821—1829 годов.

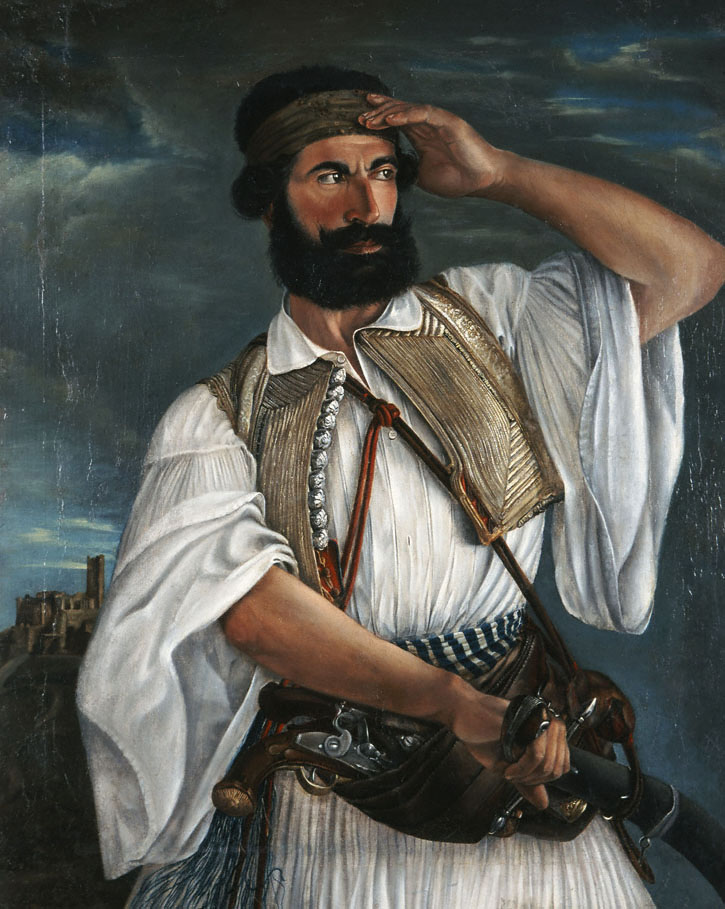
Маргаритис, Филиппос. Портрет капитана Гураса

## Предыстория
С началом восстания в марте 1821 года Пелопоннес стал его ядром. Одновременно и грекам и туркам было очевидно, что судьба турецкого оплота на Пелопоннесе, города Триполи в значительной мере предрешала успех или поражение восстания. Турки предпринимали попытки пройти через Среднюю Грецию на Пелопоннес, чтобы снять осаду с Триполи. Иррегулярные отряды румелиотов (жителей Средней Греции) препятствовали этому (см. Битва при Аламане, Битва при Гравии).
Ещё одна попытка была предпринята турками в августе 1821 года. По приказу султана Махмуда II было набрано 8000 солдат, в основном кавалеристов под командованием Бейрана-паши. После покорения Македонии эта большая османская сила двинулась на юг, сначала достигнув Ларисы, а затем города Ламия. Вместе с дополнительными османскими силами во главе с Махмудом Драмали-пашой, которые направлялись в Нафпактос, эта армия должна была объединиться с силами Киосе Мехмета и Омера Вриони и вторгнуться в мятежный Пелопоннес.

## Ход сражения
Войска Бейрана-паши дошли до города Ламия. 22 августа они выступили из Ламии и пройдя Фермопилы разбили лагерь в часе от села Василика. Две дороги вели на юг: через гористую и лесистую Фонтану и через более доступную, у Василики.
Единого командования у повстанцев не было. Все военачальники считали, что турки пойдут через Фонтану. Только старик Дьовуниотис настаивал, что с такими обозами и орудиями турки пойдут по дорогае через Василику. Филимонас пишет, что стратегически греки своей победой обязаны «старческому благоразумию и опыту Дьовуниотиса». У Фонтаны повстанцы оставили маленький заслон, под командованием попа Андрея, и расположили все свои силы вокруг Василики.
На следующий день Бейран паша послал 300 пехотинцев на вылазку к Фонтане и 200 всадников к Василике. Оба отряда понесли потери и отступили. Бейран-паша принял решение пробиться через Василику, но предварительно оставил все свои обозы возле деревни Платаниа.
Турки выступили 26 августа. Впереди, для устрашения, находились 2 пушки, затем пехота, затем кавалерия, замыкали колонну опять пушки.  Сделав первые выстрелы, 4 тысячи турок устремились в атаку. Греки начали отступать. Только находчивость Гураса, малоизвестного до того дня командира, занявшего церквушку на турецком фланге, спасла положение. Тем временем поп Андрей, оставив Фонтану, вышел в тыл туркам.
Бейран-паша приказал начать новую атаку, но ошибочные крики его солдат о прибытии к грекам подкрепления Одиссея Андруцоса, внесли сумятицу в турецкие ряды. Воспользовавшись замешательством турок, Гурас зашел туркам в тыл, и 2 тысячи греков атаковали 8 тысяч турок. После захвата греками первой пушки турки поддались панике и бежали, в спешке оставив практически весь свой обоз. Затем отступавшие уничтожили мост на реке Сперхиос и укрылись за стенами Ламии.

## Результаты
Турки оставили на поле боя 700 трупов, в том числе многих знатных беев. Греки взяли пленными 260 турок. С учётом раненых турки потеряли 1/3 своего экспедиционного корпуса. Греческие трофеи насчитывали 18 знамён, 2 пушки, 800 коней, большое количество оружия, боеприпасов, амуниции.
В результате поражения при Василике осаждённые в Триполице османы не дождались помощи. Турецко-египетский флот вошёл в Коринфский залив, но переправлять было некого, так как многочисленная армия Бейран-паши была успешно отбита. Более того, до 1822 года Порта не смогла организовать ни одного похода, дав грекам возможность перегруппировать свои силы.